# Bionicle 2 – Legenderna från Metru Nui
Bionicle 2 – Legenderna från Metru Nui är en amerikansk barnfilm från 2004. Den här filmen utspelar sig långt före Bionicle – Ljusets mask. Uppföljaren Bionicle 3 – Nät av skuggor utspelas precis innan den här filmens slut.

## Handling
I den gudomliga staden Metru Nui misstänker Toa Lhikan att alla hans toaer försvinner och bryter sig in i stadens stora tempel för att ge sex stycken toastenar till Matoranerna Vakama, Nokama, Whenuva, Onewa, Nuju och Matau. När Toa Lhikan blir bortrövad blir de sex Matoranerna hela Metru Nuis enda hopp. Kan Vakamas visioner betyda nåt?

## Röstskådespelare
- Turaga Vakama (berättare) - Christopher Gaze
- Vakama - Alessandro Juliani
- Nokama - Tabitha St. Germain
- Matau - Brian Drummond
- Onewa - Brian Drummond
- Whenua - Paul Dobson
- Nuju - Trevor Devall
- Toa Lhikan/Turaga Lhikan - Michael Dobson
- Nidhiki - Paul Dobson
- Krekka - Michael Dobson
- Turaga Dume - Gerard Plunkett
- Makuta - Lee Tockar
- Kongu - Lee Tockar

## Svenska röstskådespelare
- Turaga Vakama (berättare) - Peter Sjöquist
- Vakama - Leo Hallerstam
- Nokama - Sharon Dyall
- Matau - Fredrik Lycke
- Onewa - Adam Fietz
- Whenua - Joakim Jennefors
- Nuju - Kristian Ståhlgren
- Toa Lhikan/Turaga Lhikan - Jan Johansen
- Nidhiki - Peter Sjöquist
- Krekka - Adam Fietz
- Turaga Dume - Claes Ljungmark
- Makuta - Mikael Roupé
- Kongu - Kristian Ståhlgren